# Activating Bodhichitta and a Meditation on Compassion
Az Activating Bodhichitta and a Meditation on Compassion (Eredeti címe: Aryasurya's Aspiration and a Meditation on Compassion, magyarul: A bódhicsitta aktiválása és egy meditáció az együttérzésről) című könyvben négy szöveg szerepel az együttérzésről: Egy bodhiszattva imája Árjaszúra indiai buddhista mestertől, egy ehhez szóló szövegmagyarázat a 2. dalai lámától, az Inseparability of the Spiritual Master and Avalokiteshvara, illetve az együttérzés aktiválásáról szóló beszéd a jelenlegi, 14. dalai lámától (Tendzin Gyaco).
Magyar nyelvű fordítása nem jelent meg.

## Tartalma
Nincs erőteljesebb és örömtelibb tudat mint a bódhicsitta tudat. Ez az, amikor saját vágyaink elérését mások vágyainak megvalósításán keresztül képzeljük el. Az akadályok leküzdéséhez leghatékonyabb módszere a bódhicsitta, amely egyedülálló módszer a tudat felébresztéséhez. A mahájána buddhizmusban használatos módszer lényege, hogy magunk helyett mások szenvedéstől való megszabadítása jelenti a fáradozás értelmét. A bódhiszattva addig elodázza a teljes buddhaság elérésének állapotát, amíg akár egy szenvedő érző lény is létezik, ezáltal a bodhiszattva is a szamszára újjászületésekből és halálokból álló körfogatában van. A bódhicsitta tudatállapot elérése rendkívül nehéz ugyan, mégis a gyakorlónak törekednie kell arra, hogy elérje azt. A buddhizmusban rendkívül értékesnek tekintett emberi lét lehetőséget nyújt erre.
A spirituális gyakorlat kezdeti szakaszában a gyakorló azon meditál, hogy elforduljon a jelenlegi élethez való ragaszkodástól, majd a következő élettől, így fokozatosan megteremtve a táptalajt a teljes felébredéshez. Ha a gyakorló motivációja a bódhicsitta és ekképpen meditál az állandótlanság, a halál, a lemondás stb. felett, akkor hatalmas mértékben lecsökkenti a megvilágosodáshoz vezető út hosszúságát.
A mahájána buddhizmusban a gyakorló legelőször menedéket vesz a három drágaságban, a buddhában, a dharmában és a szanghában, ezután aktiválja a megvilágosodni induló tudatot. Ez nem csupán szavak ismételgetését jelenti (mantra), hanem a jelentések beépítését a tudatba. Az imák jelentésének megértése jelenti a legjobb eredményeket. A bódhicsitta tudat azon szintje, amelyen a gyakorló csak kíván és imádkozik, még nem elegendő, kitartóan kell gyakorolni a bódhicsitta tudat aktiválásához. Segítséget nyújtanak ehhez az olyan művek, mint Nágárdzsuna Drágakőfüzér című műve, amely elmagyarázza a bodhiszattva gyakorlatokat és az üresség nézetét.